# Тернер, Эйми (футболистка)
Эйми Тернер (англ. Amy Turner; род. 4 июля 1991 или 9 июля 1991, Шеффилд, Йоркшир и Хамбер) — английская футболистка, защитник женской команды «Тоттенхэм Хотспур».

## Клубная карьера
Уроженка Шеффилда, Эйми Тернер выступала за молодёжные команды женских футбольных клубов «Шеффилд Уэнсей» и «Шеффилд Юнайтед». В 2007 году стала игроком женской команды «Донкастер Роверс Беллс» и дебютировала за неё в матче Женской национальной лиги в возрасте 16 лет. С 2009 по 2010 год выступала за футбольную команду Университета Хофстра в Национальной ассоциации студенческого спорта (NCAA). В 2011 году вернулась в Англию, сыграв за «Донкастер Роверс Беллс» в первом сезоне Женской суперлиги ФА, однако в том же году была бесплатно отпущена клубом с формулировкой «недостаточно хороша, чтобы играть на таком уровне». После этого она играла за «Лидс Юнайтед» и «Шеффилд» в низших лигах женского английского футбола.
В 2013 году стала игроком клуба «Ноттс Каунти». Провела в команде 47 матчей в рамках Женской суперлиги.
В мае 2017 года перешла в «Ливерпуль». Из-за травмы не играла почти год и дебютировала за команду 6 января 2018 года в матче против «Йовил Таун».
13 июля 2018 года Эйми Тернер подписала контракт с «Манчестер Юнайтед» перед первым сезоном в истории команды. Дебютировала за команду 19 августа 2018 года в матче Кубка Женской футбольной лиги против «Ливерпуля». 28 апреля 2019 года забила свой первый гол за «Юнайтед» в матче против «Миллуолл Лайонессес».

## Карьера в сборной
Выступала за сборную Англии до 23 лет и за главную женскую сборную Англии.

## Достижения
Манчестер Юнайтед
- Победитель Женского чемпионшипа: 2018/19[9]

Сборная Англии
- Победитель Женского кубка Кипра: 2015[10]